# Магомедов, Гаджимурад Магомедович
Гаджимурад Магомедович Магомедов (род в 1941, Дагестанская АССР, РСФСР — ум. в 2017, г. Махачкала) — советский и российский политический деятель. Народный депутат СССР.

## Биография
Родился в 1941 году в селе Маммаул Сергокалинского района Дагестанской АССР в семье выходцев из села Урахи. По национальности — даргинец.
Окончил Сергокалинское педучилище, агрономический факультет Дагестанского сельхозинститута и Ростовскую высшую партийную школу при ЦК КПСС.
Работал учителем Маммаульской неполной средней школы, учителем и пионервожатым в Первомайской средней школе Каякентского района.
Далее был переведён на должность заведующего отдела народным образованием Сергокалинского РК КПСС, первым секретарём Сергокалинского райкома ВЛКСМ.
Также работал агрономом Совхоза «Гамринский», заведующим орготделом Сергокалинского райкома КПСС, председателем Комитета народного контроля Сергокалинского района, директором Совхоза «Гамринский», вторым секретарём Сергокалинского райкома, председателем Совета Народных депутатов района, председателем РИК и первым секретарём Сергокалинского райкома КПСС.
В 1989—1991 г.г — Народный депутат СССР. Член Комиссии Совета Национальностей по товарам народного потребления, торговле, коммунально-бытовым и другим услугам населению. Избран от Избербашского национально-территориального избирательного округа № 529 Дагестанской АССР.
Заместителем Председателя Госкомитета по внешней экономической деятельности РД, генеральным директором внешнеторгового экономического объединения при Правительстве РД.
В 1992—2002 г.г — Заместитель Министра Чрезвычайных ситуаций по Республике Дагестан.
Награждён орденами Трудового Красного Знамени, «Знак Почёта», «Дружбы Народов», медалями ордена «За заслуги перед Отечеством» 1 и 2 степени и рядом медалей.
Скончался в 2017 году.